# سیارک ۳۴۵۷
سیارک ۳۴۵۷ (به انگلیسی: 3457 Arnenordheim، نامگذاری:1985RA3) سه هزار و چهارصد و پنجاه و هفتمین سیارک کشف شده‌است که در ۵ سپتامبر ۱۹۸۵ کشف شد.
قدر مطلق سیارک برابر ۱۱٫۸۰ است.